# Machiel Wilmink
Machiel Wilmink (Zwolle, 25 juni 1894 - Voorburg, 27 juni 1963) was een Nederlands grafisch ontwerper en reclameman.

## Reclamepionier
Na opleidingen aan de École de Peinture Décorative in Brussel en de Academie voor Beeldende Kunsten te Rotterdam werd Wilmink docent in het tekenonderwijs aan de School voor de Grafische Vakken in Utrecht. Eind 1923 begon hij in Rotterdam een grafisch ontwerpbureau, nadat hij al enkele jaren op freelancebasis als verpakkingsontwerper en reclametekenaar actief was geweest. Toen zijn ontwerpbureau bij het Duitse bombardement van Rotterdam (14 mei 1940) in vlammen opging, zette Wilmink zijn werkzaamheden voort vanuit zijn woning in Voorburg. Wilmink was in 1923 een van de oprichters van de Vereeniging voor Reclame, in 1927 omgedoopt in Genootschap voor Reclame (GVR). Van 1922 t/m 1929 redigeerde hij het vakblad De Reclame, dat vanaf 1928 tevens officieel orgaan van het GVR was. In 1948 was Wilmink de motor achter de totstandkoming van de Vereniging voor Reclameontwerpers en Illustratoren (VRI).

## Reclameontwerper
Volgens historicus Pim Reinders was Wilmink "in hart en nieren een reclameman en minder een ontwerper". Op die stelling valt veel af te dingen. Wilmink ontwierp bijvoorbeeld opvallende affiches voor prestigieuze opdrachtgevers als de Nederlandse Spoorwegen, Van Gend & Loos, de Rotterdamsche Lloyd en de Algemene Nederlandse Vereniging voor Vreemdelingenverkeer. Voorts ontwierp de gereformeerde Wilmink posters en reclameplaten voor onder andere de Nederlandse Christelijke Reisvereniging (NCRV) en de Anti-Revolutionaire Partij. Voor laatstgenoemde opdrachtgever maakte Wilmink de affiches voor de Tweede Kamer-verkiezingen van 1933 ("Stemt Dr. H. Colijn") en 1946 ("Stemt J. Schouten").
Behalve posters ontwierp en illustreerde Wilmink ook allerlei klein reclamedrukwerk zoals advertenties, folders, brochures, kalenders en handelscatalogi. Tot zijn opdrachtgevers behoorden onder andere glasfabriek Leerdam, staalconstructiebedrijf De Vries Robbé & Co. (Gorinchem), bouwmaterialenproducent Betondak (Arkel), brandkastenfabriek en slotenproducent Lips (Dordrecht), koek- en beschuitproducent Paul C. Kaiser (Rotterdam), slijterijketen Wilhelm Richters (Den Haag) en bakkerijgrondstoffenproducent Zeelandia (Zierikzee). Voor de drie laatstgenoemde bedrijven was Wilmink ook actief als ontwerper van verpakkingsmaterialen en etiketten. Andere bedrijven waarvoor Wilmink etiketten heeft ontworpen waren limonadefabriek R.H.W. (Leiden), distilleerderij Henkes (Rotterdam) en distilleerderij en wijnhandel Hamer van Belle (Tilburg). Wilmink signeerde veel van zijn reclameontwerpen met de initialen MW. Zijn verpakkingsontwerpen zijn veelal ongesigneerd.

## Boekbandontwerper
Voor de Tweede Wereldoorlog genoot Wilmink ook faam als boekbandontwerper. Van zijn hand zijn boekbanden bekend voor de uitgeverijen Callenbach, Nijgh & Van Ditmar, Ploegsma, Spaarnestad en Van Holkema & Warendorf in art-nouveau- en art-deco-stijl.

## Verpakkingsontwerper
Na de Tweede Wereldoorlog legde Wilmink zich hoofdzakelijk toe op verpakkingsontwerp. In 1948 stond hij aan de basis van het maandblad Verpakking (1948-1980). Verder was hij tot aan zijn dood bestuurlijk actief in het Nederlands Verpakkingscentrum (NVC).

## Overige zaken
Machiel Wilmink was een groot bewonderaar van Mondriaan. Wilmink is de grootvader (van moederszijde) van de Nederlandse dichter Maria van Daalen.
- Biografisch Portaal: 70240716
- International Standard Name Identifier: 0000 0003 9030 4018
- Library of Congress Control Number: no2023113790
- Nederlandse Thesaurus van Auteursnamen: 161624847
- RKD-Nederlands Instituut voor Kunstgeschiedenis: 94842
- Union List of Artist Names: 500181849
- Virtual International Authority File: 283884647
- WorldCat: E39PBJfh6Md48KcBk9rR6jDyVC